# FIRE BIRD (鵜島仁文のアルバム)
『FIRE BIRD』（ファイヤー・バード）は、2007年12月18日に発売された鵜島仁文のアルバム。

## 概要
活動再開後初のアルバムであり、鵜島自身のレコード会社「コーモランツアイランドレコーズ」が制作した初のCD。キングレコードとの契約が終了した後、インターネットのみで発表されていた楽曲を全曲収録している。
当初はAmazon.co.jpのみの取り扱いによる通信販売限定商品として発売されていた。

## 収録曲
| 全作詞・作曲・編曲: 鵜島仁文。 |                            |          |            |
| #                              | タイトル                   | 作詞     | 作曲・編曲 |
| 1.                             | 「FIRE BIRD」              | 鵜島仁文 | 鵜島仁文   |
| 2.                             | 「Heat」                   | 鵜島仁文 | 鵜島仁文   |
| 3.                             | 「果てのない旅」           | 鵜島仁文 | 鵜島仁文   |
| 4.                             | 「Deep Emotion」           | 鵜島仁文 | 鵜島仁文   |
| 5.                             | 「Remember」               | 鵜島仁文 | 鵜島仁文   |
| 6.                             | 「Green」                  | 鵜島仁文 | 鵜島仁文   |
| 7.                             | 「Trust You Forever 2007」 | 鵜島仁文 | 鵜島仁文   |
| 8.                             | 「Run For Your Life」      | 鵜島仁文 | 鵜島仁文   |
| 9.                             | 「Passion」                | 鵜島仁文 | 鵜島仁文   |
| 10.                            | 「Cramp」                  | 鵜島仁文 | 鵜島仁文   |
| 11.                            | 「Dark Side」              | 鵜島仁文 | 鵜島仁文   |
| 12.                            | 「Born In The Earth」      | 鵜島仁文 | 鵜島仁文   |

## 曲解説
1. FIRE BIRD
2. Heat
米倉千尋に提供した曲のセルフカバー。
3. 果てのない旅※
4. Deep Emotion※
5. Remember※
6. Green※
7. Trust You Forever 2007
3枚目のシングルのセルフカバー。
8. Run For Your Life※
9. Passion
Xbox 360ゲームソフト『ディアーリオ・リバースムーンレジェンド』主題歌。
10. Cramp※
11. Dark Side
12. Born In The Earth※
テレビアニメ『RUN=DIM』DVD第4巻未公開音楽特典収録曲。

※=ネット配信曲